# Malý Kozí Hřbet
Malý Kozí Hřbet (německy Klein Ziegenruk) je malá vesnice, část města Rejštejn v okrese Klatovy v Plzeňském kraji. Nachází se 2,5 kilometru jihovýchodně od Rejštejna. Leží ve Svojšské hornatině, na severozápadním svahu Huťské hory, v nadmořské výšce 850 metrů. Je zde evidováno 10 adres. V roce 2021 zde trvale žil 1 obyvatel.
Malý Kozí Hřbet leží v katastrálním území Kozí Hřbet o výměře 5,68 km².

## Historie
První písemná zmínka o vesnici pochází z roku 1459. Vznikla jako mýtná osada na kašperskohorské větvi Zlaté stezky, kterou v roce 1356 nechal vybudovat císař Karel IV. Po husitských válkách obnovil obchodní stezku v roce 1458 Zdeněk ze Šternberka a právě do Kozích Hřbetů nechal přemístit celnici, která původně byla v Horské Kvildě. V Kozích hřbetech se platilo za jednoho koně clo 3 feniky.
Po roce 1706, kdy byl zakázán dovoz bavorské soli do Čech, význam obchodní stezky z Kašperských Hor do Bavorska upadal. V roce 1910 zde ve 26 domech žilo 181 obyvatel – polské a německé národnosti.

## Obyvatelstvo
| Rok            | 1869 | 1880 | 1890 | 1900 | 1910 | 1921 | 1930 | 1950 | 1961 | 1970 | 1980 | 1991 | 2001 | 2011 | 2021 |
| -------------- | ---- | ---- | ---- | ---- | ---- | ---- | ---- | ---- | ---- | ---- | ---- | ---- | ---- | ---- | ---- |
| Počet obyvatel | 148  | 141  | 191  | 179  | 181  | 175  | 195  | 56   | 44   | 0    | 0    | 0    | 2    | 0    | 1    |
| Počet domů     | 19   | 21   | 22   | 23   | 26   | 26   | 30   | 16   | 16   | 0    | 0    | 5    | 11   | 7    | 7    |

## Obecní správa
Při sčítání lidu v letech 1850–1959 Malý Kozí Hřbet byl osadou obce Kozí Hřbet v okrese Sušice. Od roku 1960 je částí města Rejštejn v okrese Klatovy.